# 天平山 (苏州)
天平山，古称白云山，又名赐山，是位于苏州市西南部的一座小山，海拔201米。此山东南为金山，南面是灵岩山，西北则为天池山，北方是寒山岭和观音山。此地是范仲淹祖先的归葬之地，并建有范仲淹纪念馆。山上建有天云寺，为吴中百姓为纪念清末吴中名医叶天士所建。天平山因怪石、清泉、红枫“三绝”而著称。

## 图册

### 山下
- 登天平路
- 高义园牌坊
- 天平山庄
- 山下石路（摄于2021年11月下旬-赏枫）
- 山下湖泊（摄于2021年11月下旬-赏枫）
- 山下枫林（摄于2021年11月下旬-赏枫）

### 山上
- 山路奇石
- 山路
- 一线天
- 一线天介绍
- 一线天附近摩崖石刻
- 二线天
- 山顶摩崖石刻
- 天云寺前殿（天王殿）
- 天云寺主殿（药师佛殿）

## 备注
1. ↑  由天云寺外简介得知

## 延伸阅读
[在维基数据编辑]
 《欽定古今圖書集成·方輿彙編·山川典·天平山部》，出自陈梦雷《古今圖書集成》
31°17′21″N 120°29′47″E / 31.2893°N 120.4963°E